# Camen (Sänger)

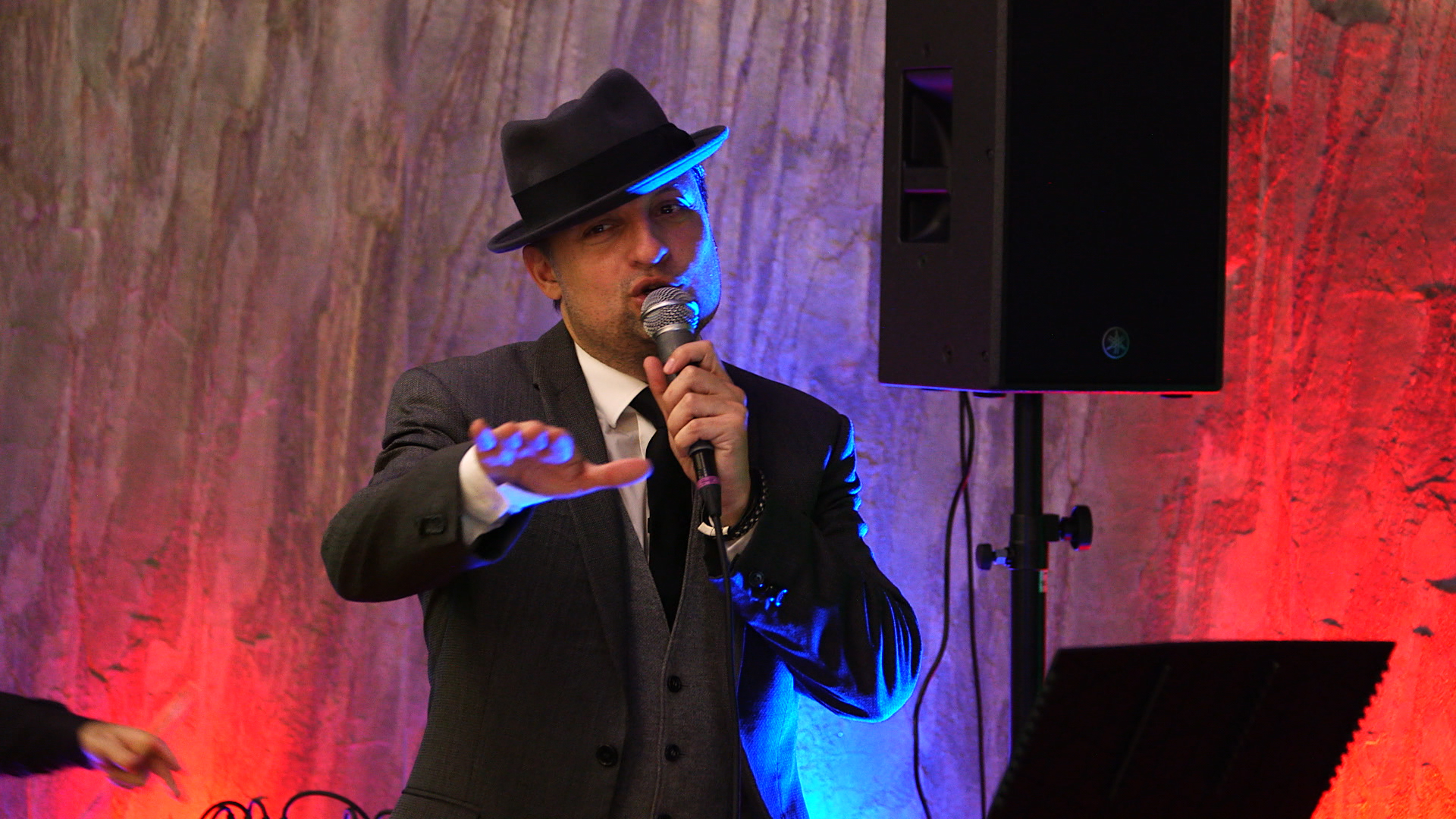
Camen (Pascal Camenzind) am 29. September 2020 im WIN 4 in Winterthur

Camen (* 16. September 1974 als Pascal Camenzind in Winterthur) ist ein Schweizer Soulsänger und Songwriter.

## Leben
Camen stammt aus einer Klassik-Musikerfamilie. Er war schon als Kind ein Fan des Rock-’n’-Roll-Sängers Shakin’ Stevens, trat bereits mit zehn Jahren in Hotels und Festhallen auf und gewann zwischen 1982 und 1987 verschiedene Talentwettbewerbe als Imitator. Er begann mit 12 Jahren Songs zu schreiben und war Mitgründer der Band «Mighty Sharp», mit der er den europäischen Nachwuchswettbewerb «Talent Explosion» gewann und 1991 von Radio 24 als beste Band des Kantons Zürich ausgezeichnet wurde. In Deutschland spielte die Band als Special Guest von Chaka Khan. Nach vier Jahren löste sich «Mighty Sharp» auf und Pascal Camenzind begann unter dem Alias Pascal Camen eine Solo-Karriere. Während eines Auslandjahrs in England sammelte er Erfahrungen als Strassenmusiker. Wieder zurück in der Schweiz spielte er zwei Jahre lang mit dem Jazz-Pianisten Christian Rösli im In- und näheren Ausland.
1997 begegnete er auf der Musikmesse Midem in Cannes DJ BoBo. Dieser verschaffte ihm einen Plattenvertrag (Yes Music/EMI Music), gab ihm den Künstlernamen Camen und übernahm sein Management. 1997 erschien die von DJ BoBo komponierte Single Everything Changed und das El DeBarge-Cover Rhythm Of The Night. Im gleichen Jahr begleitete Camen DJ BoBo als Special Guest auf dessen World In Motion-Tour (Europa) und die US-Boygroup *NSYNC auf ihrer For The Girl-Tour (Europa). Im darauffolgenden Jahr bestritt er zusammen mit DJ BoBo dessen Magic-Tour (Schweiz). Der Song 5.000 Miles Away, den Camen co-komponierte, war fünf Wochen in den Singlecharts der Schweizer Hitparade und gelangte auf Platz 25 der Schweizer Airplay-Charts. Sein Album Twelve kam im September 1998 auf Platz 32 der Album-Charts und die selbst komponierte Single So Many Mistakes auf Platz 34 der Schweizer Airplay-Charts.
Wegen unterschiedlicher künstlerisch-musikalischer Vorstellungen beendete Camen nach dem ersten Album die Zusammenarbeit mit DJ BoBo und Yes Music. 2002 kam sein zweites Album Addicted To It beim Label K-Tel heraus. Camen konnte zunächst nicht an den alten Erfolg anknüpfen. 2005 brachte er die Single How Long und die darauffolgenden Singles sowie ein Album unter dem eigenen Label «NeMac Entertainment» heraus. 2009 war Camen die Stimme der offiziellen Street Parade-Hymne Still have a dream und spielte 2010 mit dem Sinfonieorchester Camerata Schweiz ein Crossover-Konzert unter der Leitung von Howard Griffiths am Züri Fäscht. Das vierte Album Move on (Musikvertrieb/Muve) kam im September 2012 in die Top Ten der Schweizer Album-Charts. Es folgten 2021 die Single Wake Up Next To You und anlässlich des Weltfrauentages 2022 die Single For The Women. In dem Kinofilm Color of Heaven - El color del cielo (2022) von Joan Marc Zapata interpretiert er in einer Szene mit Carlos Leal den Song „Baby, won’t you please come home“.  Zusammen mit Gino Todesco schrieb und produzierte er 2024 Pure Love, den offiziellen Song der Stiftung Wunderlampe. Camen gibt mit seiner Band regelmässig im In- und Ausland akustische Konzerte auf Festivals, in Clubs und bei Events. Seit 2015 spielt er als resident artist alle zwei Wochen im Zürcher Lokal «Terrasse».

## Auszeichnungen
- 1990: erster Platz mit der Band «Mighty Sharp» bei «Talent Explosion», einem europäischen Wettbewerb für Musiker unter 18 Jahren, organisiert von der Jugendzeitschrift Popcorn und übertragen von SAT.1[14]
- 1991: erster Platz mit der Band Mighty Sharp bei dem von Radio 24 organisierten «Züriband-Wettbewerb» (beste Band im Kanton Zürich)[15]
- 1994: Zusammen mit drei anderen Künstlern Gewinner des Nationalen Talentwettbewerbs «Swiss Top»(Schweizer Radio DRS)[16]

## Diskografie

### Alben
- Twelve (1998)
- Addicted To It (2002)
- The Right Track (2006)
- Move On (2012)[17]

### Singles
- Everything Changed (No Matter What You Do) (1997)
- Rhythm Of The Night (1997)
- 5000 Miles Away (1998)
- So Many Mistakes (1998)
- What You Do (1998)
- More Than Ever (2001)
- Addicted To It (2002)
- How Long (2005)
- Just Because (2006)
- Tell Me (2006)
- The Right Track (2007)
- Maximum (2007)
- The Way It Goes (2008)
- Trapped (2012)
- Probably (2012)[18][19]
- Wake Up Next To You (2021)
- For The Women (2022)[20]
- Flow (2023)
- Pure Love (2024)

| Jahr | Titel                   | Höchstplatzierung | Wochen |
| ---- | ----------------------- | ----------------- | ------ |
| 1998 | Single: 5000 Miles Away | 42                | 5      |
| 1998 | Album: Twelve           | 32                | 3      |
| 2012 | Album: Move On          | 10                | 1      |